# Peter M. Biggs
Peter M. Biggs (născut în 1926) este un om de știință britanic, specialist în zoologie, cercetător la Institutul AFRC pentru studiul sănătății animalelor (în original, AFRC Institute for Animal Health din Huntingdon, Marea Britanie.
În anul 1989, Peter M. Briggs a fost, alături de compatriotul său Michael Elliott, laureatul Premiului Wolf pentru agricultură.

### Motivarea acordării premiului
| “ | ... pentru remarcabile contribuții la bazele științifice și traducerea plină de succes în practică a acestora în domeniile sănății aniumalelor și a protecției recoltelor. | ” |

| “ | ... for distinguished contributions to basic science and its successful translation into practice in the fields of animal health and crop protection. | ” |